# Westsauerländer Oberland
Mit Westsauerländer Oberland wird eine naturräumliche Über-Haupteinheit (Kennzahl 336) der Haupteinheitengruppe Süderbergland (33) bezeichnet. Sie fasst die Haupteinheiten Südsauerländer Bergland (3362) und Märkisches Oberland (3361) zusammen.
Die Zusammenfassung der beiden Haupteinheiten ist im Grunde nur dem Problem geschuldet, dass das dekadische System nur 10 dreistellige Kennziffern zulässt, das Süderbergland jedoch über 12 Haupteinheiten verfügt; ihrem Charakter nach sind beide Haupteinheiten in sich eigenständig.